# Podocoma rivularis
Podocoma rivularis là một loài thực vật có hoa trong họ Cúc. Loài này được (Gardner) G.L.Nesom miêu tả khoa học đầu tiên năm 1994.